# Anna Hahner
Anna Hahner, née le 20 novembre 1989 à Hünfeld, est une coureuse de fond allemande spécialisée en marathon et en trail. Elle est championne d'Allemagne d'ultra-trail 2022. Elle est la sœur jumelle de Lisa Hahner.

## Biographie

### Succès en course sur route
Anna Hahner et sa sœur jumelle Lisa se découvrent une passion pour la course à pied à l'âge de 17 ans en écoutant une interview du chanteur Joey Kelly (en), sportif amateur d'épreuves d'ultrafond.
Elle se révèle en 2012 en faisant ses débuts sur la distance du marathon. Le 29 avril, elle termine sixième du marathon de Düsseldorf en 2 h 30 min 14 s. Le 30 septembre, elle confirme son talent pour marathon en se classant huitième et meilleure Allemande lors du marathon de Berlin en 2 h 30 min 37 s. Deux semaines après, elle s'impose au Grand 10 Berlin (en) en 33 min 50 s.
Le 13 avril 2014, elle réalise une excellente course lors du marathon de Vienne, parvenant à remonter aux avant-postes en fin de course. Dans le dernier kilomètre, elle rattrape la favorite Caroline Chepkwony et, voyant sa chance de décrocher la victoire, accélère dans les 300 derniers mètres pour doubler la Kényane et s'imposer en 2 h 28 min 59 s. Qualifiée pour le marathon des championnats d'Europe d'athlétisme à Zurich. Elle refuse d'y participer, justifiant son choix par la décision de la Fédération allemande d'athlétisme de la retirer du groupe de promotion sportive de la Bundeswehr (de), la privant ainsi de soutien financier,.
Le 10 avril 2016, elle réalise une solide course lors du marathon de Hanovre. Pointant en sixième place à mi-parcours, elle profite des faiblesses de ses adversaires pour remonter jusqu'à la deuxième place en 2 h 30 min 35 s derrière la Kényane Edinah Kwambai. Cette dernière est ensuite testée positive au salbutamol. Elle est suspendue trois mois et sa victoire à Hanovre revient à Anna Hahner.
Elle est sélectionnée avec sa sœur pour le marathon des Jeux olympiques d'été de 2016 à Rio de Janeiro. Elle y effectue une course décevante et voit sa sœur l'attendre avec qui elle franchit la ligne d'arrivée la main dans la main. Anna se classe 81e en 2 h 45 min 32 s et Lisa 82e en 2 h 45 min 33 s. Leur geste est vivement critiqué par la Fédération allemande d'athlétisme, les accusant de n'avoir pas pris la course au sérieux, ayant terminé avec quinze minutes de plus que leur temps habituel. Elles auraient préféré créer un buzz médiatique au lieu d'essayer de viser le meilleur résultat possible,,.
Les années suivantes de sa carrière sont ponctuées de nombreuses blessures,.

### Reconversion en trail
En 2018, Anna Hahner se sépare de sa sœur. Tandis que Lisa reste à Berlin, Anna s'installe dans le Sud de l'Allemagne, dans la région du Chiemgau. Elle y découvre un nouveau terrain d'entraînement dans les montagnes. En 2021, elle décide de s'essayer au trail en compétition.
Le 26 juin 2021, elle s'élance au départ du Kaiserkrone Speed Trail de 20 kilomètres à Scheffau am Wilden Kaiser et remporte aisément la victoire pour son premier trail. Elle confirme en remportant le Stubai Ultratrail K20 une semaine plus tard. Elle poursuit sa saison 2021 en participant à quelques manches de la Golden Trail National Series. Elle s'impose notamment sur le GutsMuths-Rennsteiglauf Marathon et termine septième de la finale globale aux Açores.
Le 7 mai 2022, elle commence sa saison en dominant le Chiemgau Trail Run sur un parcours modifié en raison de la pluie. Elle s'impose en 4 h 37 min 21 s, devançant de vingt minutes sa plus proche poursuivante. Le 21 mai, elle défend avec succès son titre sur le GutsMuths-Rennsteiglauf Marathon. Elle est sélectionnée pour l'épreuve de trail des championnats d'Europe de course en montagne et trail à El Paso. Elle passe à côté de sa course et termine à une lointaine 23e place. Le 16 juillet, elle prend le départ de son premier ultra-trail, le Zugspitz Supertrail XL de 82 kilomètres. Annoncée comme favorite, elle domine la course et s'impose en 9 h 56 min 6 s, battant de plus de trente minutes sa plus proche rivale. L'épreuve comptant comme championnats d'Allemagne d'ultra-trail, elle remporte le titre.

## Palmarès

### Route
| Année | Compétition                | Lieu           | Place | Épreuve       | Temps           |
| ----- | -------------------------- | -------------- | ----- | ------------- | --------------- |
| 2011  | Semi-marathon de Cologne   | Cologne        | 3e    | Semi-marathon | 1 h 13 min 41 s |
| 2012  | Marathon de Düsseldorf     | Düsseldorf     | 6e    | Marathon      | 2 h 30 min 14 s |
| 2012  | Kärnten Läuft              | Klagenfurt     | 2e    | Semi-marathon | 1 h 14 min 31 s |
| 2012  | Marathon de Berlin         | Berlin         | 8e    | Marathon      | 2 h 30 min 37 s |
| 2012  | Grand 10 Berlin            | Berlin         | 1re   | 10 kilomètres | 33 min 50 s     |
| 2012  | Silvesterlauf Trier        | Trèves         | 3e    | 5 kilomètres  | 16 min 17 s     |
| 2013  | Greifenseelauf             | Uster          | 2e    | Semi-marathon | 1 h 13 min 26 s |
| 2014  | Marathon de Vienne         | Vienne         | 1re   | Marathon      | 2 h 28 min 59 s |
| 2014  | Kärnten Läuft              | Klagenfurt     | 3e    | Semi-marathon | 1 h 13 min 35 s |
| 2014  | Marathon de Berlin         | Berlin         | 7e    | Marathon      | 2 h 26 min 44 s |
| 2015  | Citylauf Dresden           | Dresde         | 1re   | 10 kilomètres | 33 min 58 s     |
| 2015  | Marathon de Rio de Janeiro | Rio de Janeiro | 2e    | Marathon      | 2 h 38 min 42 s |
| 2016  | Citylauf Dresden           | Dresde         | 1re   | 10 kilomètres | 33 min 55 s     |
| 2016  | Marathon de Hanovre        | Hanovre        | 1re   | Marathon      | 2 h 30 min 35 s |
| 2016  | Jeux olympiques d'été      | Rio de Janeiro | 81e   | Marathon      | 2 h 45 min 32 s |
| 2017  | Marathon de Berlin         | Berlin         | 5e    | Marathon      | 2 h 28 min 32 s |
| 2018  | Peachtree Road Race        | Atlanta        | 2e    | 10 kilomètres | 35 min 4 s      |

### Trail
| no  | féminin            | Course                                   | Longueur | Départ          | Temps           |
| --- | ------------------ | ---------------------------------------- | -------- | --------------- | --------------- |
| 16e | Médaille de bronze | Swiss Alpine Marathon K43                | 42 km    | 25 juillet 2021 | 3 h 57 min 48 s |
| 18e | Médaille d'or      | Pitz Alpine Glacier Trail - PITZ 30      | 26 km    | 7 août 2021     | 3 h 7 min 37 s  |
| 19e | Médaille d'or      | GutsMuths-Rennsteiglauf Marathon         | 42,2 km  | 2 octobre 2021  | 3 h 1 min 13 s  |
| 12e | Médaille de bronze | Ultra Trail de l'île de Madère - MIUT 42 | 42 km    | 20 octobre 2021 | 4 h 20 min 48 s |
| 18e | Médaille d'or      | Chiemgau Trail Run                       | 42 km    | 7 mai 2022      | 4 h 37 min 22 s |
| 14e | Médaille d'or      | GutsMuths-Rennsteiglauf Marathon         | 42,2 km  | 21 mai 2022     | 3 h 5 min 30 s  |
| 6e  | Médaille d'or      | Zugspitz Supertrail XL                   | 82 km    | 16 juillet 2022 | 9 h 59 min 7 s  |

## Records
| Épreuve       | Performance     | Date               | Lieu       |
| ------------- | --------------- | ------------------ | ---------- |
| 1 500 mètres  | 4 min 38 s 13   | 28 juin 2008       | Hofgeismar |
| 3 000 mètres  | 9 min 33 s 44   | 1er septembre 2010 | Pfungstadt |
| 5 000 mètres  | 16 min 7 s 33   | 23 mai 2012        | Coblence   |
| 10 000 mètres | 34 min 48 s 62  | 1er mai 2010       | Ohrdruf    |
| 5 kilomètres  | 16 min 16 s     | 31 décembre 2011   | Trèves     |
| 10 kilomètres | 33 min 26 s     | 4 août 2012        | Berlin     |
| Semi-marathon | 1 h 13 min 26 s | 21 septembre 2013  | Uster      |
| Marathon      | 2 h 26 min 44 s | 28 septembre 2014  | Berlin     |